# Forgotten Tales
Forgotten Tales to zespół muzyczny z Kanady grający power metal, założony w 1999.

## Muzycy

### Obecny skład zespołu
- Sonia Pineault - śpiew
- Martin Desharnais - gitara, śpiew
- Patrick Vir - gitara basowa
- Fredéric Desroches - instrumenty klawiszowe
- Mike Bélanger - perkusja
- Marco Lavoie - gitara

### Byli członkowie
- Cédric Prévost - perkusja
- William Simard - instrumenty klawiszowe
- Marc-André Gingras - gitara

## Dyskografia
- The Promise (2001)
- All the Sinners (2004)
- We Shall See The Light (2010)